# Gonyatopus gemmiculus
Gonyatopus gemmiculus är en insektsart som beskrevs av Morgan Hebard 1922. Gonyatopus gemmiculus ingår i släktet Gonyatopus och familjen vårtbitare. Inga underarter finns listade i Catalogue of Life.